# 西那須野カントリー倶楽部
西那須野カントリー倶楽部（にしなすのカントリーくらぶ）は、栃木県那須塩原市にあるゴルフ場である。

## 概要
「西那須野カントリー倶楽部」は、新たなゴルフ場建設に向け、不動産賃貸、乳製品製造販売、観光施設の経営、ゴルフ場運営などの事業を行っているホウライ株式会社がゴルフ場経営に乗り出したことに始まる。
ゴルフ場の建設用地は、西那須野に十五銀行が所有する広大な土地を成長事業として活用、コース設計はロバート・ボン・ヘギーが、工事は大成建設株式会社が行い、1993年（平成5年）5月25日、18ホール規模のゴルフ場が開場した。ホウライ株式会社は、千本松牧場の隣接地に「西那須野カントリー倶楽部」と、1990年（平成2年）7月28日開場の「ホウライカントリー倶楽部」の2コース（計36ホール）を経営している。
ロバート・ボン・ヘギー(Robert Von Hagge)は、1930年（昭和5年）、アメリカ・テキサス州に生まれ、パーデュ大学卒業、1957年（昭和32年）、ゴルフコース設計家ディック・ウィルソンに師事した。コースは略性のある、バンカーは造形美のある、芸術品を思わせるコースデザインが特徴である。光と影の魔術師ととも呼ばれている。
コースは、那須野ヶ原が広がる広大な敷地に18ホールが余裕を持ってレイアウトされており、ホールはおのおの赤松林により独立した状態である。オールベントのフェアウェイのうねりと、広大な池やリンクス風のラフやブッシュなど、外国人設計家ならではの景観の美しさがある。コースの難易度はコースレート以上に高く、安戸山からの芝目とアンジュレーションのきついグリーン、池、ビッグバンカーなどが待ち受けている。

## 所在地
〒329-2747 栃木県那須塩原市千本松804-2

## コース情報
- 開場日 - 1993年5月25日
- 設計者 - ロバート・ボン・ヘギー
- 面積 - 1,780,000m2（約53.8万坪）
- コースタイプ - 林間コース
- コース - 18ホールズ、パー72、7,036ヤード、コースレート72.9
- フェアウェー - ベント
- ラフ - ノシバ
- グリーン - 1グリーン、ベント（ペンクロス）
- ハザード - バンカー52、池が絡むホール10
- ラウンドスタイル - セルフまたはキャディ付きプレー、乗用カート利用のラウンド、1組4人が原則、セルフプレーは2サム可能、乗用カート(5人乗り)リモコン式
- 練習場 - 20打席300ヤード
- 休場日 - 1月初旬～2月末冬季クローズ[4][5]

## ギャラリー
- コース - 「西那須野カントリー倶楽部」、コース紹介、2021年8月21日閲覧
- ハウス - 「西那須野カントリー倶楽部」、施設案内、2021年8月21日閲覧

## 交通アクセス
- 鉄道 - 東北新幹線（JR東日本） - 那須塩原駅より タクシー利用 約25分[6]
- 道路 - 東北自動車道 - 西那須野塩原ICより 4Km 約5分[6]

## 関連文献
- 『ゴルフ場ガイド 東版』、2006-2007、「西那須野カントリー倶楽部」、東京 ゴルフダイジェスト社、2006年5月、2021年8月21日閲覧